# متلازمة فايفر
متلازمة فايفر: (بالإنجليزية: Pfeiffer syndrome)‏ مرض وراثي نادر ينتج عنه التحام الدروز في الجمجمة، ويتميز بأن الإبهام يكون عريض وأصابع القدم تكون كبيرة وملتصقة ببعضها.
سميت المتلازمة بهذا الاسم نسبة إلى رودولف آرثر فايفر الذي في عام 1964، أعطى وصف دقيق لهذه المتلازمة عند وصف قائمة من الميزات التي تضمنت التحام العظام الإكليلي، المتلازمة. 

## الأسباب
السبب الرئيسي ما زال غير معروف لهذه المتلازمة ولكن قد يكون أحد الأسباب هو تغير في إحدى المورثات العروفة باسم (GFR1 or 2) وهي مورث مستقبلات عوامل النمو للخلية الليفية (رقم واحد أو اثنان) حيث يلعب هذا المورث دورا مهما انقساما الخلية واكتمال نموها وأيّ خلل في هذا المورث يسبب خلل انغلاق الدرز البكر في عظام الجمجمة وتشوهات في أصابع اليد والقدم تلعب هذه المورثات دوراً مهماً في إبلاغ الخلية بالإشارات لكي تنقسم أو تستكمل نموها. وبالتالي يؤدي قصور هذا المورث إلى التحام مبكر في عظام الجمجمة، الأصابع، أو أصابع القدم. أظهرت بعض الدراسات أن متلازمة فايفر تحدث غالباً للأطفال ذوي الآباء الكبار في السن.

## الأعراض

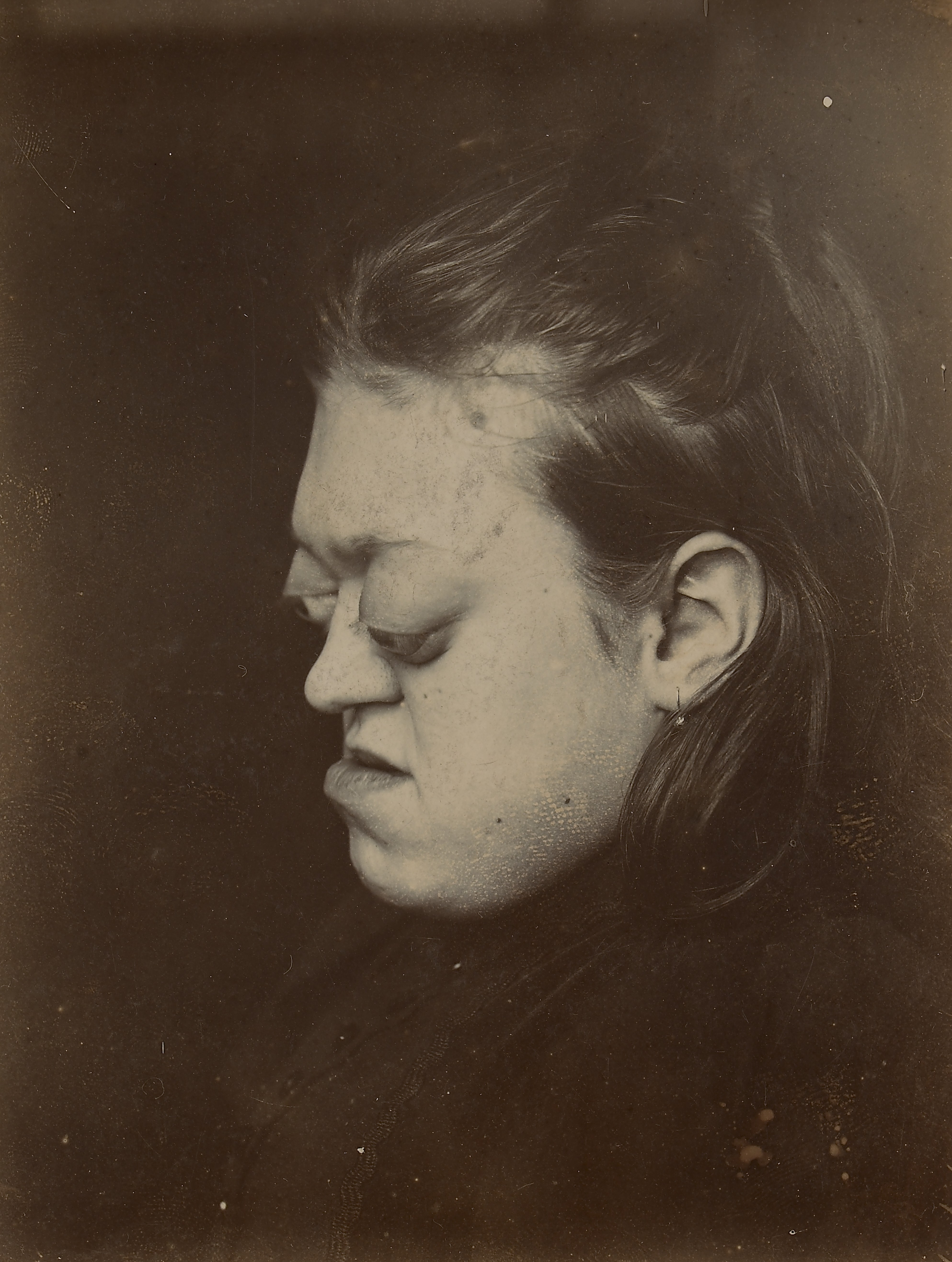
أعراض متلازمة فايفر عند فتاة تبلغ من العمر 17 عامًا، 1895

متلازمة فايفر هي مرض وراثي نادر وسائد أي يكفي أن يكون أحد الوالدين مصاب بمتلازمة فايفر لينقل المرض لأولاده، وهو مرض يتعلق بالصبغيات العادية، أي أنه يحتاج إلى أن يحمل هذا المورث أحد الأبوين لينقله لأولاده. يملك الأب فإذا كان أحد الوالدين يعاني من متلازمة بفيفر احتمال 50 % أن ينقل المرض لطفله في كل مره يحدث فيها حمل. وأهم الأعراض لهذا المرض هي:
1. انغلاق التحام الدروز المبكر للمفاصل الليفية في عظام الجمجمة.
2. أصابع قصيرة وكبيرة أيّ عريضة.
3. إعاقة عقلية، نوبات مرضية وأحيانا العمى.

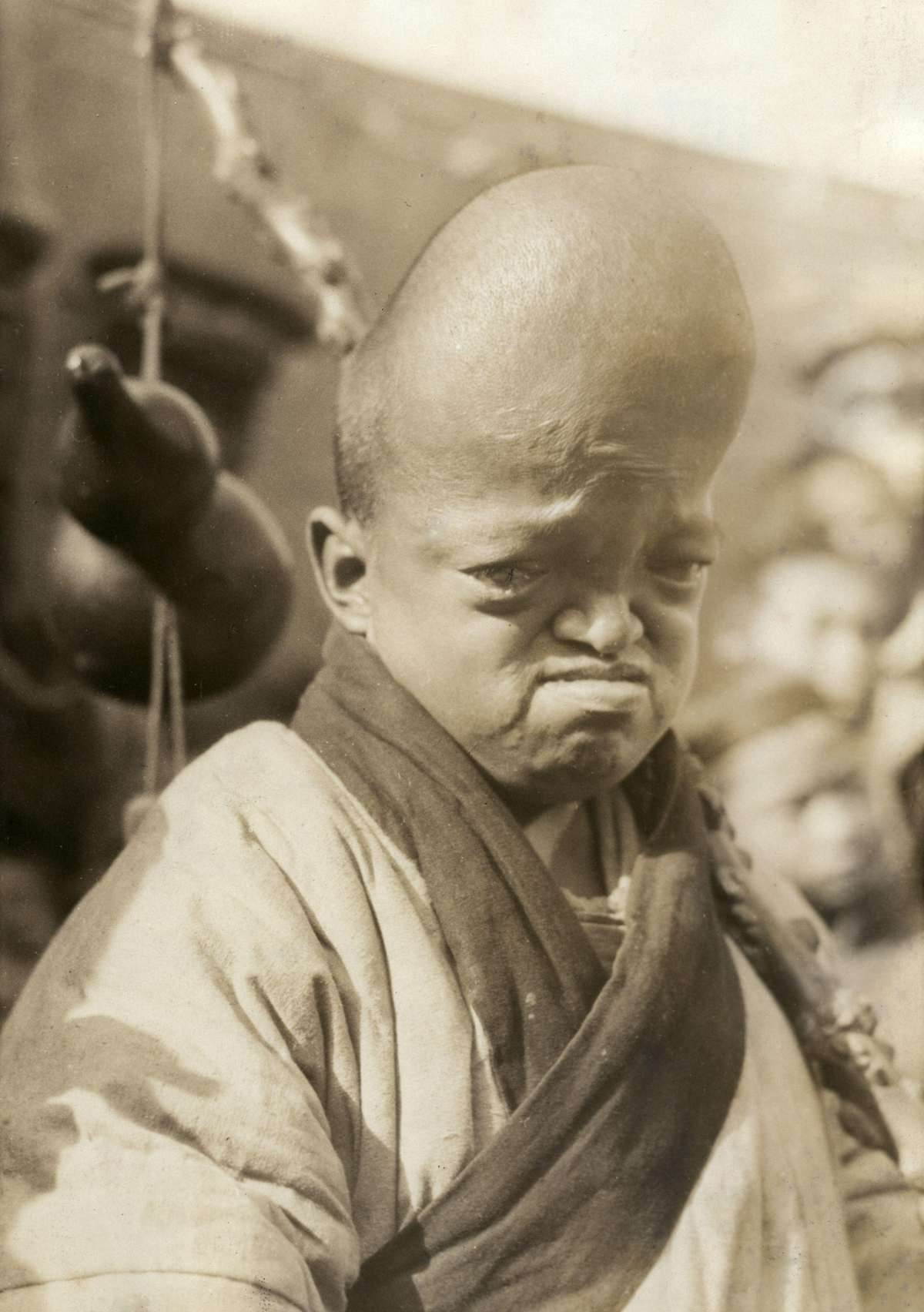
أعراض متلازمة فايفر عند شخص صيني بالغ، 1927

يعاني مرضى متلازمة فايفر من رأس كبير غير متناسق وجبين مرتفع، ووسط وجوههم منطقه وسط الوجه غائر (المنطقة من وسط محجر العين إلى أعلى الفك). عادة ما يكون الأنف صغيراً وذو جسر أنفي منخفض. وقد تكون العينان متباعدتان وجاحظتان بسبب صغر عمق تجويف العينين.
ما يقارب 50% من الأطفال المصابين بمتلازمة فايفر يعانون من ضعف في السمع بسبب الصغر غير الطبيعي لقناة السمع والأذن الوسطى. كما تنتشر بينهم أيضًا مشاكل في الأسنان. وقد تظهر مشاكل النظر بسبب وضع العينين أو بسبب زياده في الضغط داخل القحف الناتج عن انغلاق الالتحام المبكر للدروز القحفية.

## التشخيص
يكون التشخيص لهذا المرض من خلال الانتباه إلى الأعراض المرافقة مثل وجود التحام في الدرز الإكليلي ووجود أصابع قدم ويد قصيرة وكبيرة. يمكن الاشتباه في عدد من الملازمات عند التشخيص مثل متلازمة أبرت، متلازمة كروزون، متلازمة ساثري-كوتزن، متلازمة جاكسون-وايز.
ومن الصعب التشخيص باستخدام التصوير بالموجات فوق الصوتية، بسبب اختلاف الخصائص الإكلينيكية لمتلازمة فايفر.

## العلاج
تبدأ العناية بالطفل المصاب بمتلازمة فايفر من الولادة وذلك بالتشخيص الدقيق، وتحديد حاجات الطفل والمركز الطبي المناسب للعلاج. كما قد تتضمن العناية بالطفل المصاب عدد من العمليات الجراحية المعقدة والتي يفضل إدارتها من قبل فريق متخصص في جراحه الجمجمة والجزء القحفي من الوجه. يتكون هذا الفريق من جراح أعصاب ومخ، جراح تجميل، طبيب أسنان، أخصائي تقويم أسنان، أخصائي علم البثولوجي للكلام، طبيب أنف وأذن وحنجرة، طبيب وراثة أو أخصائي في الوراثة واختصاصي الوراثيات وطبيب أطفال.
وقد ينصح بجراحة مبكرة لإزالة الدروز الملتحمة خلال العام الأول من عمر الطفل. وتسمح إزالة الدروز الملتحمة في التوسع الطبيعي لنمو الدماغ والجمجمة. كما يمكن تكبير تجويف العينين خلال العملية ذاتها للمساعدة في الحفاظ على النظر. ويمكن تحسين منتصف الوجه في وقت لاحق من العمر للمساعدة على تحسين مظهر المريض، وزيادة حجم المحجر وتكوين شكل طبيعي وفك منخفض متناسق.
وأن القيام باختبارات سمع مبكرة لتحديد الحاجة لعملية في الأذن للمساعدة في تحسين السمع.
بالإضافة إلى ذلك، قد ينصح الفريق الطبي بإجراء جراحة لليد لفصل الأصابع.

## وصلات إصافية
- GeneReviews/NIH/NCBI/UW entry on FGFR-Related Craniosynostosis Syndromes